# Christuskirche (Neuweiler)

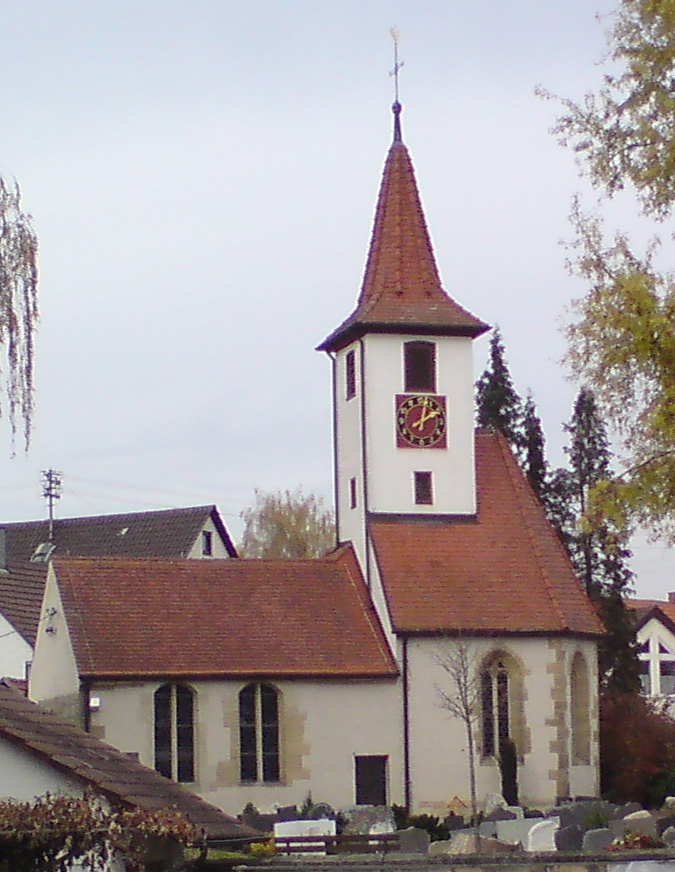
Christuskirche in Neuweiler

Die evangelische Christuskirche steht in Neuweiler, einem Ortsteil der Gemeinde Weil im Schönbuch im Landkreis Böblingen in Baden-Württemberg. Das Bauwerk ist beim Landesamt für Denkmalpflege Baden-Württemberg als Baudenkmal eingetragen. Die Kirchengemeinde gehört zum Kirchenbezirk Böblingen der Evangelischen Landeskirche in Württemberg.

## Beschreibung
Die Saalkirche besteht aus dem im Kern romanischen Langhaus mit zwei Achsen als Rest einer Kapelle aus dem 13. Jahrhundert und dem 1488 nach Osten angebauten dreiseitig geschlossenen gotischen Chor. Der 1795 gebaute, mit einem achtseitigen Knickhelm bedeckte Dachreiter über dem Chor enthält die Turmuhr und den Glockenstuhl.
Bei der Renovierung des Innenraums wurde die Kirchenausstattung modernisiert. Die Orgel wurde 2006 von Orgelbau Mühleisen gebaut.